# Rhaphidostichum pustulatum
Rhaphidostichum pustulatum är en bladmossart som beskrevs av Hoe 1973. Rhaphidostichum pustulatum ingår i släktet Rhaphidostichum och familjen Sematophyllaceae. Inga underarter finns listade i Catalogue of Life.